# کلینکنبرگ
کلینکنبرگ (به هلندی: Klinkenberg) یک منطقهٔ مسکونی در هلند است که در بورن (هلند) واقع شده‌است. کلینکنبرگ ۴۲۰ نفر جمعیت دارد.